# Supermarine Seafang
Supermarine Seafang – brytyjski, jednomiejscowy samolot myśliwski, przeznaczona do bazowania na lotniskowcach wersja myśliwca Supermarine Spiteful.
Samolot powstał na podstawie wymagań Ministerstwa Produkcji Lotniczej nr N.5/45 z 21 kwietnia 1945. Główne zmiany w porównaniu z wersją lądową obejmowały skrzydła składane do hangarowania, hak do lądowania na lotniskowcu oraz morskie wyposażenie nawigacyjne i ratownicze. Na początku 1946 r. oblatano pierwszy egzemplarz Seafanga Mk 31. Nie posiadał on składanych skrzydeł i napędzany był silnikiem Rolls-Royce Griffon 61 z pięciołopatowym śmigłem. 
W 1946 r. oblatano również prototyp Seafanga Mk 32. Miał on składane hydraulicznie skrzydła oraz zwiększoną pojemność zbiorników paliwa i napędzany był silnikiem Rolls Royce Griffon 89 z dwoma trójłopatowymi śmigłami przeciwbieżnymi. 
Jeszcze w maju 1945 roku złożono zamówienie na 150 sztuk myśliwca, koniec wojny spowodował anulowanie zamówienia. Zbudowano jedynie 18 egzemplarzy przeznaczonych do testów: osiem w wersji Mk 31 i dziesięć Mk 32. 21 maja 1947 roku Seafang przeszedł próby startu i lądowania z pokładu lotniskowca HMS "Illustrious".
Skrzydła i podwozie Seafanga posłużyło do opracowania pierwszego odrzutowego myśliwca Royal Navy, Supermarine Attacker.